# Seine-Oise-Marne-kulturen
Seine-Oise-Marne-kulturen, SOM-kultur, är en senneolitisk kultur med utbredning i området mellan de namngivande floderna Seine, Oise och Marne i Frankrike.
Kulturen dateras till cirka 2400 f.Kr.-1600 f.Kr. Gravarna kännetecknas av hällkistor med små kammare och runda hål i ingångsöppningarna. Flera begravningar har ägt rum i samma grav. Bilder i låg relief av till exempel skaftade yxor eller kvinnliga figurer är inhuggna i stenkistorna. Bland gravgodset finns koppardolkar samt pärlor. Keramiken är besläktad med schweizisk Horgenkeramik. 